# Dyera costulata
Dyera costulata, syn. D. laxiflora es una especie arbórea de la familia Apocynaceae. Se comercializa con el nombre de jelutong.
Crece hasta alcanzar alturas por encima de los 50 m de altura y diámetros de 2 metros, e incluso más. Se halla en el Sudeste Asiático: en Malasia, Borneo, Sumatra y Tailandia. Si distribución natural se esparce por zonas de poca elevación en la selva húmeda.

## Usos
El árbol se cultiva como especie forestal para comercializar su madera. El jelutong da una madera valiosa con propiedades similares a la madera de balsa (balso es el árbol): baja densidad, grano recto y fina textura. Es muy fácil de trabajar y es muy popular entre los aeromodelistas y maquetistas. Sus raíces se pueden utilizar como sustituto del corcho.
El árbol se puede sangrar para extraer látex. Entre los años 1920 y 1960 tuvo mucha importancia como fuente primaria del chicle. Este proceso puede dar lugar a la infección fúngica de la madera lo cual produce un coloreado distinto de la madera e incrementa su valor.
El árbol ha sido sobreexplotado y se encontró amenazado en mucha áreas en donde era nativo. Sin embargo llegan buenos tiempos para el árbol. Gracias a su rápido crecimiento, robustez y facilidad de reproducción, se encuentra en franca recuperación. En muchas zonas de Malasia es una especie forestal protegida.
El serrín del aserrado es causa de dermatitis alérgicas, por lo que deben tomarse precauciones.